# Сеульф Реймский
Сеульф (фр. Séulfe или Seuphes, лат. Seulfus Rhemensis; умер 1 сентября 925) — архиепископ Реймса в 922-925 годах.

## Биография
Сначала был архидьяконом в Реймсе. Сразу же после смерти после длительной болезни архиепископа Эрве 2 июня 923 года король Западно-франкского государства Роберт I поставил новым главой Реймсской архиепархии Сеульфа. По словам Рихера Реймского, он был человеком решительным и известным своей учёностью.